# NGC 6183
NGC 6183 (również PGC 58785) – galaktyka spiralna (Sa), znajdująca się w gwiazdozbiorze Trójkąta Południowego. Odkrył ją John Herschel 25 kwietnia 1835 roku.